# Issa Traoré
Issa Traoré est un footballeur malien, né le 9 septembre 1979 à Bamako. Il évolue au poste d'attaquant du début des années 2000 au début des années 2010.
Surnommé Djess, il fait ses débuts au football à l'AS Real Bamako puis au Djoliba AC avant de rejoindre l'Europe et le Pyunik Erevan. Il joue ensuite principalement dans le championnat d'Iran au Persepolis FC, au Paas Teheran, au Saipa Karaj et au Rah Ahan Téhéran. Il termine sa carrière au Bargh Chiraz en 2012.

## Biographie
Il a eu des contacts récents avec des clubs qataris et français dont les Chamois niortais.

## Clubs
- 2001-2002 : Djoliba AC  Mali
- 2002-2003 : Pyunik Erevan  Arménie[3]
- 2003-2004 : Persepolis FC  Iran
- 2004-2006 : Paas Teheran  Iran
- 2006-2007 : JS Kabylie  Algérie
- 2007-2009 : Saipa Karaj  Iran
- 2009-2010 : Rah Ahan Téhéran  Iran
- Depuis 2010 : Sanat Naft  Iran

## Palmarès
- Champion d'Arménie en 2003 avec le Pyunik Erevan[4].
- Vice-champion d'Iran en 2006 avec le Paas Teheran.